# Christa Schroeder
Emilie Christine Schroeder, còn được gọi là Christa Schroeder (19 tháng 3 năm 1908 - 28 tháng 6 năm 1984) là một trong những thư ký riêng của Adolf Hitler trước và trong Thế chiến thứ hai.

## Đầu đời
Christa Schroeder sinh ra ở thị trấn nhỏ Hannoversch Münden, bang Niedersachsen và chuyển đến Nagold, bang Baden-Württemberg sau khi cha mẹ cô qua đời. Ở đó, cô làm việc cho một luật sư từ năm 1929 đến tháng 3 năm 1930.